# Discografia de Luna Sea
A discografia da banda de rock japonesa Luna Sea consiste em 10 álbuns de estúdio, 3 álbuns ao vivo, 10 compilações (incluindo 3 box sets), 10 álbuns de remix instrumental, 21 singles, 27 vídeos e 1 álbum de tributo.
Luna Sea foi fundado em 1986 pelo baixista J e pelo guitarrista rítmico Inoran, quando ainda estavam no colégio. Em 1989, o guitarrista e violinista Sugizo, o baterista Shinya e o vocalista Ryuichi juntaram-se a formação, que permanece a mesma até hoje. Originalmente chamada Lunacy, a banda mudou seu nome para Luna Sea após o lançamento do primeiro álbum em 1991 pela Extasy Records.
Devido ao uso precoce de maquiagem e figurinos extravagantes e sua ampla popularidade, Luna Sea é considerada uma das bandas de maior sucesso e influência no movimento visual kei. Em meados dos anos 90, começaram a usar gradativamente menos maquiagem e, após uma pausa de um ano em 1998, voltaram com um estilo de rock alternativo mais mainstream e simplificaram suas roupas no palco. Quando a banda se separou em 2000, deixou uma grande marca na cena rock japonesa. Em 2003, o HMV Japan classificou o Luna Sea em 90º lugar em sua lista dos 100 artistas pop japoneses mais importantes. Luna Sea vendeu mais de 10 milhões de discos certificados no Japão.
Luna Sea alcançou seu sucesso com uma turnê esgotada em 1991, que os ajudou a conseguir um contrato com a MCA Victor, lançando assim seu primeiro álbum em uma grande gravadora Image (1992), alcançando a posição 9 nas paradas da Oricon. Após os álbuns aclamados pela crítica Eden em 1993 (Nº. 5), Mother em 1994 (Nº. 2) e Style em 1996 (Nº. 1), a banda mudou para a Universal em 1998 e lançou seu álbum de estúdio mais vendido, o número um Shine. No final de 2000, após seu sétimo álbum de estúdio Lunacy (Nº. 3), o Luna Sea se separou. 
Em 2007 e 2008 eles se reuniram para shows únicos, e em 2010 reiniciaram oficialmente as atividades. Seu primeiro álbum de estúdio em treze anos, A Will (Nº.3), foi lançado em 2013. O nono álbum, Luv (Nº 4), foi lançado quatro anos depois, em 2017. No final de 2019, Cross alcançou a posição número 3 na Oricon, mas se tornou o primeiro a chegar ao topo da Billboard Japan.

## Álbuns

### Álbuns de estúdio
| Ano  | Título                                                             | Posição de pico | Posição de pico | Posição de pico | Vendas (Japão) | Certificação da RIAJ |
| Ano  | Título                                                             | Oricon          | Billboard Japan | G-Music         | Vendas (Japão) | Certificação da RIAJ |
| ---- | ------------------------------------------------------------------ | --------------- | --------------- | --------------- | -------------- | -------------------- |
| 1991 | Luna Sea - Lançamento: 21 de abril de 1991 - Gravadora: Extasy     | -               | -               | -               | 30.000+        | -                    |
| 1992 | Image - Lançamento: 21 de maio de 1992 - Gravadora: MCA Victor     | 9               | -               | -               | 110.000        | -                    |
| 1993 | Eden - Lançamento: 21 de abril de 1993 - Gravadora: MCA Victor     | 5               | -               | -               | 219.000        | - Ouro               |
| 1994 | Mother - Lançamento: 26 de outubro de 1994 - Gravadora: MCA Victor | 2               | -               | -               | 712.000        | - Platina            |
| 1996 | Style - Lançamento: 22 de abril de 1996 - Gravadora: MCA Victor    | 1               | -               | -               | 724.000        | - Platina            |
| 1998 | Shine - Lançamento: 23 de julho de 1998 - Gravadora: Universal     | 1               | -               | -               | 1.125.000      | - Milhão             |
| 2000 | Lunacy - Lançamento: 12 de julho de 2000 - Gravadora: Universal    | 3               | -               | -               | 284.000        | - Ouro               |
| 2013 | A Will - Lançamento: 11 de dezembro de 2013 - Gravadora: Universal | 3               | 3               | -               | -              | -                    |
| 2017 | Luv - Lançamento: 20 de dezembro de 2017 - Gravadora: Universal    | 4               | 4               | -               | -              | -                    |
| 2019 | Cross - Lançamento: 18 de dezembro de 2019 - Gravadora: Universal  | 3               | 1               | 1               | -              | -                    |

### Álbuns de auto covers
| Ano  | Título                                                           | Oricon  | Oricon | Vendas (Japão) | Certificação da RIAJ |
| Ano  | Título                                                           | Semanal | Anual  | Vendas (Japão) | Certificação da RIAJ |
| ---- | ---------------------------------------------------------------- | ------- | ------ | -------------- | -------------------- |
| 2011 | Luna Sea - Lançamento: 16 de março de 2011 - Gravadora: HPQ/Avex | 6       | -      | 35.000         | -                    |

### Álbuns ao vivo
| Ano  | Título                                                                                 | Oricon  | Oricon | Vendas (Japão) | Certificação da RIAJ |
| Ano  | Título                                                                                 | Semanal | Anual  | Vendas (Japão) | Certificação da RIAJ |
| ---- | -------------------------------------------------------------------------------------- | ------- | ------ | -------------- | -------------------- |
| 1999 | Never Sold Out - Lançamento: 29 de maio de 1999 - Gravadora: Universal                 | 5       | 80     | 288.000        | - Ouro               |
| 2011 | Luna Sea 3D in Los Angeles - Lançamento: 4 de dezembro de 2010 - Gravadora: HPQ / Avex | 15      | -      | 6.000          | -                    |
| 2014 | Never Sold Out 2 - Lançamento: 28 de maio de 2014 - Gravadora: Universal               | 14      | -      | -              | -                    |

### Álbuns de compilação
| Ano  | Título                                                                                           | Oricon  | Oricon   | Vendas (Japão) | Certificação da RIAJ |
| Ano  | Título                                                                                           | Semanal | Anual    | Vendas (Japão) | Certificação da RIAJ |
| ---- | ------------------------------------------------------------------------------------------------ | ------- | -------- | -------------- | -------------------- |
| 1997 | Singles - Lançamento: 17 de dezembro de 1997 - Gravadora: Universal                              | 1       | 20       | 1.236.000      | - Milhão             |
| 2000 | Period -the Best Selection- - Lançamento: 23 de dezembro de 2000 - Gravadora: Universal          | 1       | 53(2001) | 1.000.000      | - Platina            |
| 2002 | Another Side of Singles II - Lançamento: 6 de março de 2002 - Gravadora: Universal               | 30      | -        | 17.000         | -                    |
| 2003 | Complete Single Box - Lançamento: 23 de dezembro de 2003 - Gravadora: Universal                  | -       | -        | -              | -                    |
| 2004 | Complete Album Box - Lançamento: 29 de maio de 2004 - Gravadora: Universal                       | 212     | -        | -              | -                    |
| 2005 | Slow - Lançamento: 23 de março de 2005 - Gravadora: Universal                                    | 63      | -        | 8.000          | -                    |
| 2008 | Complete Best - Lançamento: 26 de março de 2008 - Gravadora: Universal                           | 11      | -        | 20.000         | -                    |
| 2011 | Premium Box - Lançamento: 16 de março de 2011 - Gravadora: Avex Trax                             | -       | -        | -              | -                    |
| 2013 | Complete Best -Asia Limited Edition- - Lançamento: 27 de março de 2013 - Gravadora: Avex Trax    | 47      | -        | -              | -                    |
| 2014 | 25th Anniversary Ultimate Best -The One- - Lançamento: 28 de maio de 2014 - Gravadora: Universal | 17      | -        | -              | -                    |

### Álbum de tributo
| Ano  | Título                                                                                               | Oricon  | Oricon | Vendas (Japão) | Certificação da RIAJ |
| Ano  | Título                                                                                               | Semanal | Anual  | Vendas (Japão) | Certificação da RIAJ |
| ---- | --- | ------- | ------ | -------------- | -------------------- |
| 2007 | Luna Sea Memorial Cover Album -Re:birth- - Lançamento: 19 de dezembro de 2007 - Gravadora: Avex Trax | 33      | -      | -              | -                    |

### Álbuns de remix
| Título                               | Data de lançamento     | Gravadora       |
| ------------------------------------ | ---------------------- | --------------- |
| Symphonic Luna Sea                   | 22 de junho de 1994    | MCA Victor      |
| Symphonic Luna Sea II                | 21 de setembro de 1995 | MCA Victor      |
| Guitar Solo Instruments 1            | 19 de dezembro de 2001 | Universal       |
| Guitar Solo Instruments 2            | 19 de dezembro de 2001 | Universal       |
| Piano Solo Instruments 1             | 19 de dezembro de 2001 | Universal       |
| Piano Solo Instruments 2             | 19 de dezembro de 2001 | Universal       |
| Piano Solo Instruments 3             | 19 de dezembro de 2001 | Universal       |
| Piano Solo Instruments 4             | 19 de dezembro de 2001 | Universal       |
| Symphonic Luna Sea -Reboot-          | 26 de novembro de 2014 | Nippon Columbia |
| Piano Anthology ~Melody of Luna Sea~ | 31 de agosto de 2016   | Being Inc.      |

## Singles
| Ano  | Título | Oricon  | Oricon | Billboard Japan Hot 100 | Vendas (Japão) | Certificação da RIAJ | Álbum                     |
| Ano  | Título | Semanal | Anual  | Billboard Japan Hot 100 | Vendas (Japão) | Certificação da RIAJ | Álbum                     |
| ---- | --- | ------- | ------ | ----------------------- | -------------- | -------------------- | ------------------------- |
| 1993 | "Believe" - Lançamento: 24 de fevereiro de 1993 - Gravadora: MCA Victor                                                                  | 11      | —      | —                       | 132,640        | —                    | Eden                      |
| 1993 | "In My Dream (With Shiver)" - Lançamento: 21 de julho de 1993 - Gravadora: MCA Victor                                                    | 9       | —      | —                       | 102,920        | —                    | Eden                      |
| 1994 | "Rosier" - Lançamento: 21 de julho de 1994 - Gravadora: MCA Victor                                                                       | 3       | 80     | —                       | 371,800        | Ouro                 | Mother                    |
| 1994 | "True Blue" - Lançamento: 21 de setembro de 1994 - Gravadora: MCA Victor                                                                 | 1       | 65     | —                       | 420,490        | Platina              | Mother                    |
| 1995 | "Mother" - Lançamento: 22 de fevereiro de 1995 - Gravadora: MCA Victor                                                                   | 5       | —      | —                       | 243,290        | Ouro                 | Mother                    |
| 1995 | "Desire" - Lançamento: 13 de novembro de 1995 - Gravadora: MCA Victor                                                                    | 1       | —      | —                       | 588,370        | Platina              | Style                     |
| 1996 | "End of Sorrow" - Lançamento: 25 de março de 1996 - Gravadora: MCA Victor                                                                | 1       | 70     | —                       | 419,360        | Platina              | Style                     |
| 1996 | "In Silence" - Lançamento: 15 de julho de 1996 - Gravadora: MCA Victor                                                                   | 2       | —      | —                       | 285,510        | Ouro                 | Style                     |
| 1998 | "Storm" - Lançamento: 15 de abril de 1998 - Gravadora: Universal                                                                         | 1       | 29     | —                       | 720,370        | Platina              | Shine                     |
| 1998 | "Shine" - Lançamento: 3 de junho de 1998 - Gravadora: Universal                                                                          | 1       | 59     | —                       | 415,820        | Platina              | Shine                     |
| 1998 | "I for You" - Lançamento: 1 de julho de 1998 - Gravadora: Universal                                                                      | 2       | 49     | —                       | 481,390        | Platina              | Shine                     |
| 2000 | "Gravity" - Lançamento: 29 de março de 2000 - Gravadora: Universal                                                                       | 1       | —      | —                       | 282,720        | Ouro                 | Lunacy                    |
| 2000 | "Tonight" - Lançamento: 17 de maio de 2000 - Gravadora: Universal                                                                        | 4       | —      | —                       | 211,460        | Ouro                 | Lunacy                    |
| 2000 | "Love Song" - Lançamento: 8 de novembro de 2000 - Gravadora: Universal                                                                   | 4       | —      | —                       | 178,980        | —                    | Não faz parte de um álbum |
| 2012 | "The One -Crash to Create-" - Lançamento: 21 de março de 2012 - Gravadora: HPQ/Avex                                                      | 5       | —      | 23                      | 30,000         | —                    | Não faz parte de um álbum |
| 2012 | "The End of the Dream/Rouge" - Lançamento: 12 de dezembro de 2012 - Gravadora: Universal                                                 | 6       | —      | 7                       | 22,500         | —                    | A Will                    |
| 2013 | "Thoughts" - Lançamento: 28 de agosto de 2013 - Gravadora: Universal                                                                     | 7       | —      | 14                      | 16,682         | —                    | A Will                    |
| 2013 | "Ran" (乱, romanizado pela banda como "Run") - Lançamento: 13 de novembro de 2013 - Gravadora: Universal                                 | 17      | —      | 24                      | —              | —                    | A Will                    |
| 2016 | "Limit" - Lançamento: 22 de junho de 2016 - Gravadora: Universal                                                                         | 14      | —      | 19                      | —              | —                    | Luv                       |
| 2019 | "Sora no Uta ~Higher and Higher~/Hisōbi" (宇宙の詩 ～Higher and Higher～/悲壮美) - Lançamento: 29 de maio de 2019 - Gravadora: Universal | 7       | —      | 20                      | 14,754         | —                    | Cross                     |
| 2020 | "The Beyond" - Lançamento: 29 de abril de 2020 (limitado) - Gravadora: Universal                                                         | 1       | —      | —                       | 6,000          | —                    | Cross                     |

## Compilações de vários artistas
| Título                         | Canção                             | Data de lançamento    | Gravadora       |
| ------------------------------ | ---------------------------------- | --------------------- | --------------- |
| Nuclear Fusion Tour            | "Precious"                         | 10 de março de 1991   | Extasy          |
| Mulan                          | "Breathe (Special Version)"        | 2 de junho de 1998    | Walt Disney     |
| Hide Tribute Spirits           | "Scanner"                          | 1 de maio de 1999     | Pony Canyon     |
| The World Is Not Enough        | "Sweetest Coma Again"              | 19 de janeiro de 2000 | Radioactive/MCA |
| Another Heaven Complex - Score | "Gravity on the Edge of the World" | 28 de abril de 2000   | Universal       |

## Vídeos
| Título | Data de lançamento em VHS | Data de lançamento em LD | Data de lançamento em DVD | Data de lançamento em Blu-ray | Gravadora             | Oricon DVD | Oricon Blu-ray |
| --- | ------------------------- | ------------------------ | ------------------------- | ----------------------------- | --------------------- | ---------- | -------------- |
| Image or Real | 22 de julho de 1992       | 22 de julho de 1992      | 29 de maio de 2002        | －                            | MCA Victor, Universal | 46         | －             |
| Sin After Sin | 16 de dezembro de 1993    | 16 de dezembro de 1991   | 22 de maio de 2002        | －                            | MCA Victor, Universal | 50         | －             |
| Eclipse I | 24 de maio de 1995        | 24 de maio de 1995       | －                        | －                            | MCA Victor            | －         | －             |
| Lunatic Tokyo 1995.12.23 Tokyo Dome | 15 de julho de 1996       | 15 de julho de 1996      | 30 de maio de 2002        | －                            | MCA Victor, Universal | 39         | －             |
| Rew | 21 de maio de 1997        | 21 de maio de 1997       | 29 de maio de 2002        | －                            | MCA Victor, Universal | 44         | －             |
| 10th Anniversary Gig [Never Sold Out] Capacity ∞ Live! | 29 de setembro de 1999    | －                       | 30 de maio de 2010        | －                            | Universal             | 19         | －             |
| 10th Anniversary Gig [Never Sold Out] Capacity ∞ Document! | 29 de setembro de 1999    | －                       | －                        | －                            | Universal             | －         | －             |
| The Final Act Tokyo Dome | －                        | －                       | 29 de maio de 2001        | －                            | Universal             | 5          | －             |
| Eclipse II | 28 de novembro de 2001    | －                       | －                        | －                            | Universal             | －         | －             |
| Eclipse I+II | －                        | －                       | 28 de novembro de 2001    | －                            | Universal             | 11         | －             |
| Mafuyu no Yagai (真冬の野外) | －                        | －                       | 29 de maio de 2003        | －                            | Universal             | 10         | －             |
| Manatsu no Yagai (真夏の野外) | －                        | －                       | 29 de maio de 2003        | －                            | Universal             | 13         | －             |
| God Bless You ~One Night Dejavu~ Tokyo Dome 2007.12.24 | －                        | －                       | 26 de março de 2008       | 24 de dezembro de 2008        | Avex Trax             | 3          | －             |
| Mafuyu no Yagai & Manatsu no Yagai (真冬の野外&真夏の野外) | －                        | －                       | 30 de maio de 2010        | －                            | Universal             | 90         | －             |
| First Asian Tour 1999 in Hong Kong | －                        | －                       | 15 de dezembro de 2010    | －                            | Universal             | 36         | －             |
| Concert Tour 2000 Brand New Chaos Act II in Taipei | －                        | －                       | 15 de dezembro de 2010    | －                            | Universal             | 32         | －             |
| Luna Sea A Documentary Film of 20th Anniversary World Tour Reboot -to the New Moon-                                                                               | －                        | －                       | 30 de março de 2011       | －                            | Avex Trax             | 10         | －             |
| Luna Sea 20th Anniversary World Tour Reboot -to the New Moon- 24th December, 2010 at Tokyo Dome                                                                   | －                        | －                       | 30 de março de 2011       | 30 de março de 2011           | Avex Trax             | 8          | －             |
| Lunacy Kurofuku Gentei Gig ~the Holy Night~ (LUNACY 黒服限定GIG 〜the Holy Night〜)                                                                               | －                        | －                       | 30 de março de 2011       | 30 de março de 2011           | Avex Trax             | 9          | －             |
| God Bless You Document Ichiya Kagiri no Fukkatsu Live Luna Sea Chinmoku no 7 Nen wo Koete (GOD BLESS YOU DOCUMENT 一夜限りの復活ライブ LUNA SEA沈黙の7年を超えて) | －                        | －                       | 19 de outubro de 2011     | 20 de junho de 2012           | Avex Trax             | 13         | 85             |
| Luna Sea 3D in Los Angeles | －                        | －                       | 22 de fevereiro de 2012   | 22 de fevereiro de 2012       | Avex Trax             | 67         | 48             |
| Luna Sea For Japan A Promise to the Brave | －                        | －                       | 28 de março de 2012       | 28 de março de 2012           | Avex Trax             | 24         | 12             |
| Luna Sea Concert Tour 2000 Brand New Chaos ~20000803 Osaka-jō Hall~ (LUNA SEA CONCERT TOUR 2000 BRAND NEW CHAOS 〜20000803 大阪城ホール〜)                        | －                        | －                       | 19 de dezembro de 2013    | －                            | Avex Trax             | 62         | －             |
| The End of the Dream -Prologue- | －                        | －                       | 27 de março de 2013       | 27 de março de 2013           | Avex Trax             | 77         | 51             |
| The End of the Dream Zepp Tour 2012 "Kourin" (LUNA SEA The End of the Dream ZEPP TOUR 2012 「降臨」)                                                              | －                        | －                       | 27 de março de 2013       | 27 de março de 2013           | Avex Trax             | 26         | 45             |
| Luna Sea Live Tour 2012-2013 The End of the Dream at Nippon Budokan (LUNA SEA LIVE TOUR 2012-2013 The End of the Dream at 日本武道館)                             | －                        | －                       | 29 de maio de 2013        | 26 de junho de 2013           | Universal             | 10         | 41             |
| Live on A Will | －                        | －                       | 24 de junho de 2015       | 22 de julho de 2015           | Universal             | 11         | 64             |

## Demos
| Título   | Data de lançamento                                         | Notas |
| -------- | ---------------------------------------------------------- | --- |
| "Lunacy" | 9 de agosto de 1989                                        | Faixas: "Kill Me", "Sexual Parvarsion" e "Nightmare". A faixa 2 foi retrabalhada e renomeada como "Time is Dead" para o álbum de estreia, Luna Sea.                                                               |
| "Shade"  | 8 de dezembro de 1989, reLançamento em 16 de março de 2011 | Faixas: "Shade", "Search for Reason" e "Suspicious". A faixa 1 foi regravada para o primeiro álbum e a faixa 2 para o segundo, Image. A demo inteira foi relançada na edição premium da capa do álbum de estreia. |
| "Lastly" | 10 de junho de 1990                                        | Composto apenas pela faixa-título, que foi regravada para o álbum Eden de 1993. |

## Outros
- Aionism - Aion (8 de outubro de 1991)

Os membros do Luna Sea fornecem vocais de apoio em várias faixas.
- Unrivaled is Extasy ~ Extasy Summit '91 at Nippon Budokan (21 de fevereiro de 1992)

Gravações ao vivo do Extasy Summit 1991, realizado pela Extasy Records. Também apresenta Tokyo Yankees, Virus, X Japan e vários outros.
- Minna ga Mumei-Datta, Dakedo... Muteki-Datta ~ Extasy Summit 1992, (10 de maio de 1993)

Gravações ao vivo do Extasy Summit em 31 de outubro de 1992, realizado pela Extasy Records. Também apresenta Deep, Media Youth, The Zolge, Tokyo Yankees, Screaming Mad George e Psychosis, Gilles de Rais, Zi:Kill e vários outros.
- "Rosier (Versão ao vivo)" (1994)

Obtível através de um concurso de revista.
- "Promise" (9 de abril de 2011)

Uma canção para download digital gravada e lançada especificamente com objetivo dos lucros serem doados para as vítimas e consequências do sismo e tsunami de Tohoku em 2011. Mais tarde foi incluída no álbum de compilação de 2014 25th Anniversary Ultimate Best -The One-.
- "Holy Knight" (23 de dezembro de 2016)

CD limitado de música de Natal vendido apenas nos shows do The Holy Night -Beyond the Limit- no Saitama Super Arena em 23 e 24 de dezembro de 2016.
- "Beyond the Time (Beyond the Time ~Moebius no Sora o Koete~", [BEYOND THE TIME ～メビウスの宇宙を超えて～] Erro: {{japonês}}: texto da transliteração contém caractere não latino (pos 18) (ajuda)) "Beyond the Time (Over the Moebius Skies)", 6 de setembro de 2019

Canção tema da terceira abertura do anime de 2019 Mobile Suit Gundam: The Origin - Advent of the Red Comet. Lançada digitalmente em 6 de setembro de 2019, alcançou a posição 79 no Japan Hot 100, mas alcançou o número 15 na parada Hot Animation, que ranqueia faixas de animes e videogames. A canção foi posteriormente incluída na versão limitada B de seu álbum Cross.
- "Make a Vow" (28 de abril de 2020)

Uma canção criada remotamente em duas semanas em resposta à pandemia COVID-19 no Japão. Foi lançada digitalmente gratuitamente junto com um videoclipe também criado remotamente, embora os membros do fã-clube tenham recebido a música antes.